# Doctor Shameless
Doctor Shameless (яп. 耻辱诊察室 Тидзёку Синсацусицу) — японский эротический визуальный роман, разработанный компанией Atelier Kaguya и выпущенный для PC 21 июня 2002 года. В 2004 году игра была портирована для DVD-проигрывателей как FMV-игра и издана компанией IXIA. За первые недели реализации игра заняла 8-е место в рейтинге текущих продаж аналогичной продукции, но в течение следующего месяца постепенно опустилась c 13-й на 36-ю позицию, а после окончательно покинула рейтинг.
На основе оригинального произведения были осуществлены адаптации сюжета в другие форматы. 1 декабря 2002 года издательством Harvest Publishing было опубликована новеллизация в виде одного тома ранобэ от сценариста первоисточника choco chip. 25 мая 2003 года мультипликационная студия Milky выпустила на DVD-носителе OVA-адаптацию игры. Главным режиссёром картины выступил Кэн Райка, сценарий был подготовлен Рокуро Макабэ, а раскадровка была выполнена Мамору Сакидзаки. 25 сентября того же года в продажу поступила вторая серия OVA производства той же студии. Позже эта экранизация была лицензирована компанией Kitty Media для реализации на территории Северной Америки.

## Игровой процесс
По аналогии с другими представителями жанра визуальных романов, игровой процесс Doctor Shameless отличается низким уровнем интерактивности и состоит из сцен со статичными двумерными изображениями персонажей в перспективе от первого лица, во время которых подаются диалоги в виде сопутствующего текста. В определённые разработчиками моменты воспроизведение текста прекращается и игроку предлагается сделать выбор из нескольких вариантов действий, определяющих дальнейшее течение событий.

## Сюжет
Больница, принадлежащая врачу Кёдзабуро Нагацуке, оказалась на грани банкротства, и её владелец не нашёл лучшего решения, чем пригласить управляющим известного своей сомнительной репутацией доктора Синдзи Исиду. После того как Нагацука на коленях попросил Исиду возглавить больницу, тот согласился, но предупредил, что будет действовать своими собственными оригинальными методами и никто не должен ему препятствовать. К тому моменту большая часть персонала учреждения уволилась по собственному желанию из-за задержек с выплатой заработной платы.
Среди оставшегося персонала больницы Исида встречает дочь владельца — медсестру Хоноку, в которой начинает вспоминать одну из своих прошлых пациенток. Исида приступает к работе и начинает брать пациенток под сексуальный контроль, который первоначально выдаётся за оригинальную методику обследования без инструментов. В качестве антикризисной меры в больнице начинают практиковаться сексуальные услуги больным, которые отныне стали готовы платить ради возможности не выписываться из больницы. Постепенно Исида замечает большой интерес к себе со стороны Хоноки, но помимо неё в поле его внимания попадает и её мать.

## Критика экранизации
Критик интернет-портала The Fandom Post Крис Беверидж выставил экранизации Doctor Shameless среднюю оценку. Рецензент отмечал, что в начале 2000-х хентай с медицинской тематикой стал довольно распространённым явлением, но пошёл по очень опасному пути, превосходящему все ожидания, и включал в себя «множество самых отвратительных» работ. По мнению Бевериджа, Doctor Shameless содержит типичный сюжетный недостаток, присущий другим работам этого направления в тот период — методы, которыми пользуется Исида не выглядят хоть сколько-то современными и применялись бы только «сто лет назад в сельской практике недобросовестными врачами». В целом же, критик отметил, что в работе преимущественно представлен традиционный секс с незначительными отклонениями в виде использования пищи и эпизода с копрофилией. Дизайн персонажей обоих полов, на взгляд Бевериджа, был довольно хорош и привлекателен, и поскольку медсёстры должны были вступать во взаимодействия с больными, то последние не выглядели как-то фантастически. Обозреватель положительно отметил работу сэйю, особенно удачную в сценах сексуального характера. В целом, Беверидж посчитал, что данный хентай можно рассматривать как мост перед другими работами этой тематики с большей фетишизацией, которая в данной экранизации остаётся за кадром либо представлена в крайне ограниченном виде.